# Георгиос Вайонас
Георгиос Вайонас (на гръцки: Γεώργιος Βαγιωνάς) е гръцки лекар и политик от Нова демокрация.

## Биография
Вайонас е роден на 8 април 1940 година в Арнеа (Леригово), Гърция. Завършва медицина в Солунския университет. След това следва в Лондон и Атина. Специализира неврология. Става председател на Съюза на гръцките невролози. Автор е на повече от 280 научни статии, публикувани в гръцки и чуждестранни списания.
Избран е за депутат от избирателен район Халкидики на общите избори в 2004, 2007 година и през септември 2015 година от партия Нова демокрация.